# Venafro
Venafro ist eine italienische Gemeinde (comune) mit 10.768 Einwohnern (Stand 31. Dezember 2023) in der Provinz Isernia in der Region Molise.

## Geografie
Die Gemeinde grenzt unmittelbar an die Provinzen Caserta und Frosinone. Venafro liegt 20 Kilometer südwestlich von Isernia im Tal des Volturno.
Zu den Ortsteilen gehören Ceppagna, Le Noci und Vallecupa.
Die angrenzenden Gemeinde sind Capriati a Volturno (CE), Ciorlano (CE), Conca Casale, Mignano Monte Lungo (CE), Pozzilli, San Pietro Infine (CE), San Vittore del Lazio (FR) und Sesto Campano.

## Geschichte
Das heutige Venafro geht auf die antike samnitische Siedlung Venafrum zurück, von der unter anderem Reste eines Amphitheaters erhalten sind, das 3500 Plätze fasste und einen Durchmesser von etwa 60 Metern hat.
Bis 1852 war Venafro Bischofssitz des gleichnamigen Bistums Venafro, das im Bistum Isernia-Venafro aufging.

## Sehenswürdigkeiten

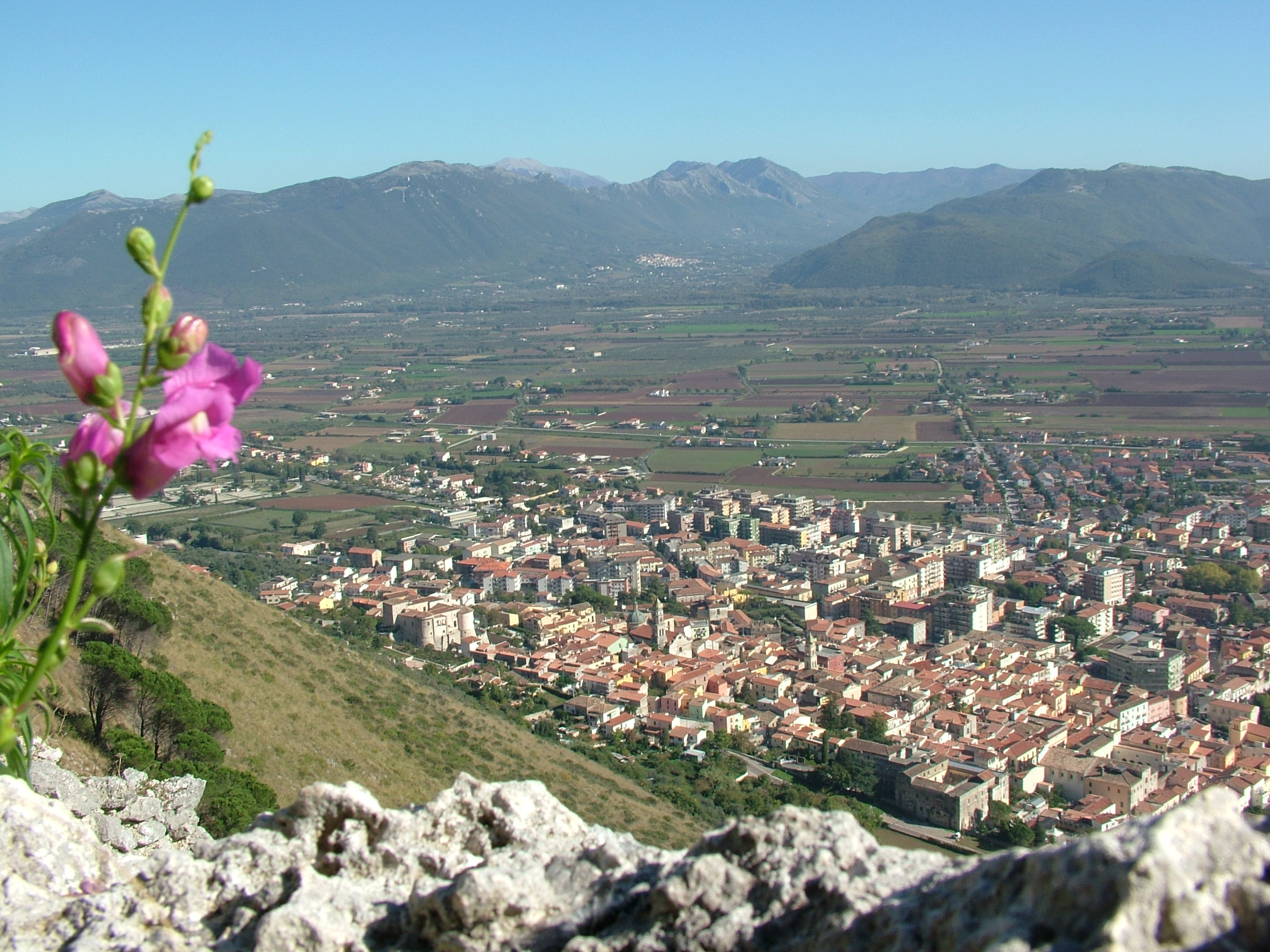
Panoramasicht
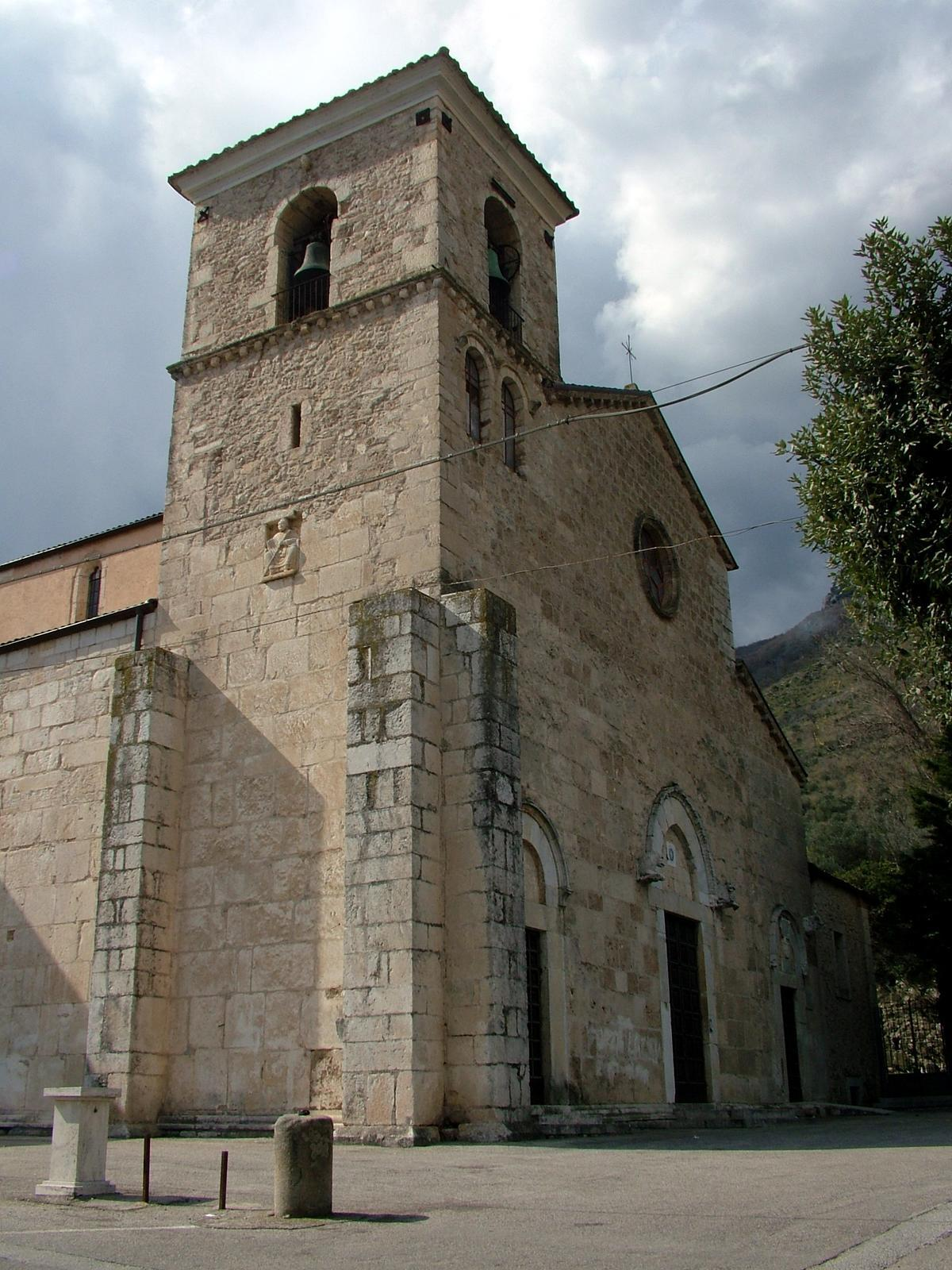
Der Dom
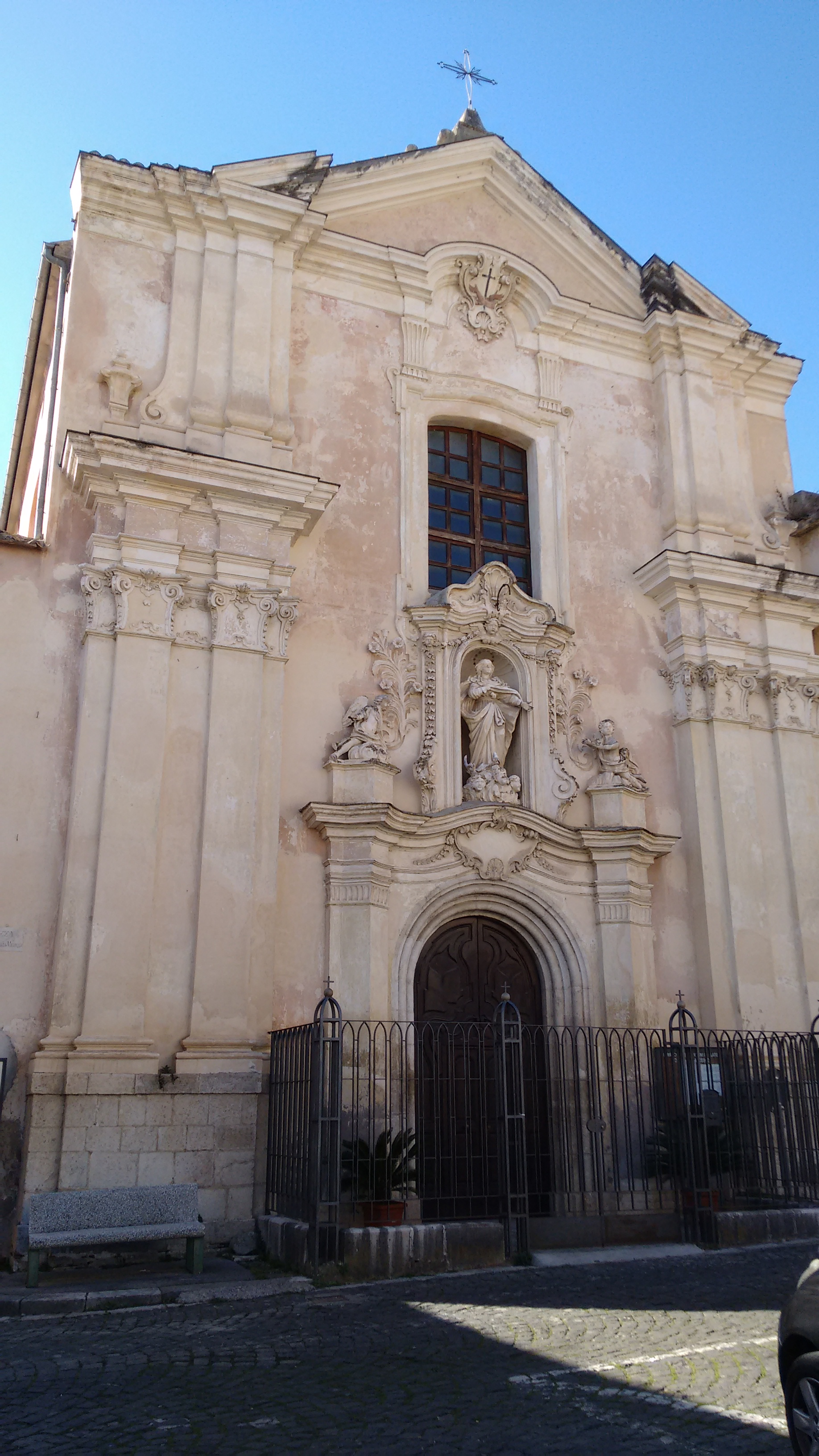
Chiesa di San Francesco
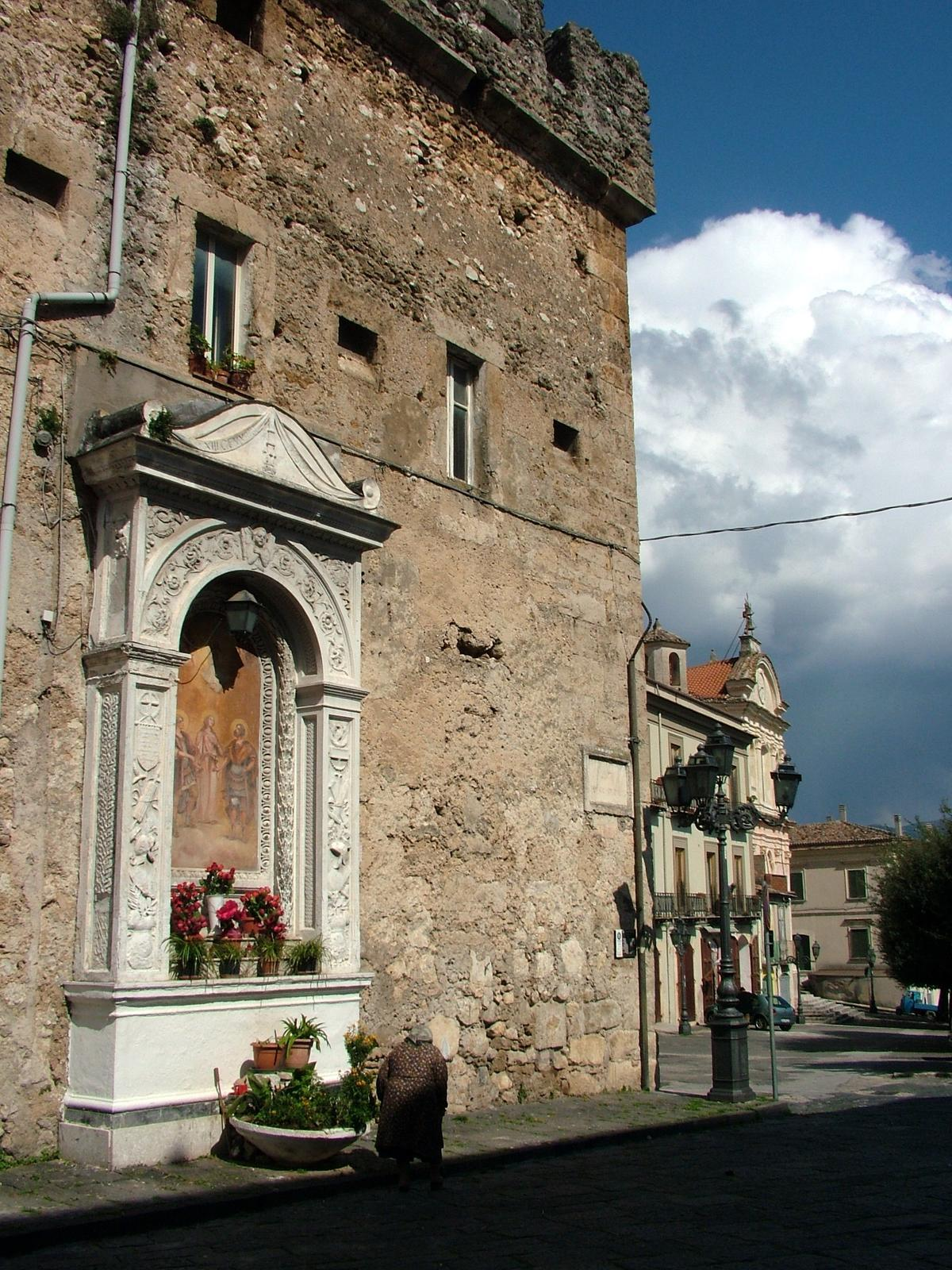
Torre del Mercato
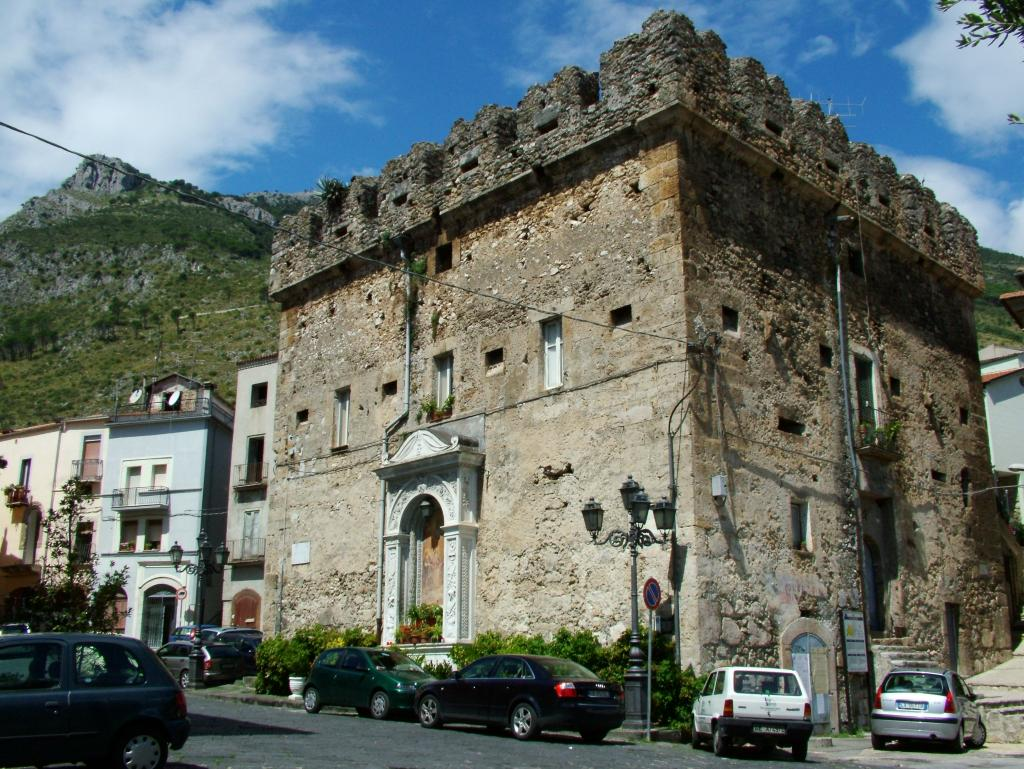
Torre del Mercato

## Verkehr
Venafro liegt an einem Abzweig der Strada statale 6 Via Casilina von Rom nach Pastorano. Auf die SS 6 Dir trifft hier die Strada Statale 85 Venafrana. An der Bahnstrecke von Vairano-Caianello nach Isernia besteht ein Bahnhof. Von dieser Strecke führt ein Abzweig nach San Vittore del Lazio.

## Städtepartnerschaften
- Cēsis, Lettland
- Cassino, Provinz Frosinone

## Söhne und Töchter der Stadt
- Claudio Palumbo (* 1965), römisch-katholischer Geistlicher, Bischof von Termoli-Larino